# Adelmiro
Adelmiro  è un nome proprio di persona italiano maschile.

## Varianti
- Maschili: Adelmaro
  - Ipocoristici: Delmiro
- Femminili: Adelmara, Adelmira
  - Ipocoristici: Delmira

### Varianti in altre lingue
- Germanico: Adelmar[1], Adalmar
- Inglese:
  - Ipocoristici femminili: Elmira[2], Elmyra[3], Almira[2]
- Spagnolo: Edelmiro[1]
  - Femminili: Edelmira[1]
- Tedesco: Elimar
  - Ipocoristici: Elmar[4]
- Ungherese: Adelmár

## Origine e diffusione
Deriva dal nome germanico Adelmar, composto da adal ("nobile", comune anche ad altri nomi quali Adalardo e Adelaide) e mar ("famoso", presente anche in Ademaro, Audomaro e Aldemaro); il significato può quindi essere "di insigne nobiltà".
Da Æðelmær, un nome inglese antico imparentato con Adelmar, proviene il nome inglese Elmer.
In Italia è diffuso nel Nord e nel Centro, con più alta frequenza in Toscana, in Emilia e in Romagna.

## Onomastico
Il nome è adespota, cioè non è portato da alcun santo. L'onomastico quindi si può festeggiare il 1º novembre, per Ognissanti.

## Persone

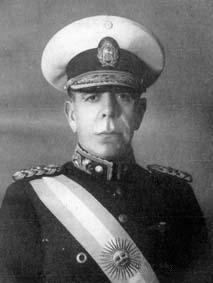
Edelmiro Julián Farrell

### Variante Elmar
- Elmar Beierstettel, schermidore tedesco
- Elmar Borrmann, schermidore tedesco
- Elmar Frings, pentatleta tedesco
- Elmar Theodor Mäder, ufficiale svizzero
- Elmar Pichler Rolle, politico e giornalista italiano
- Elmar Tepp, calciatore estone
- Elmar Wepper, attore e doppiatore tedesco

### Altre varianti maschili

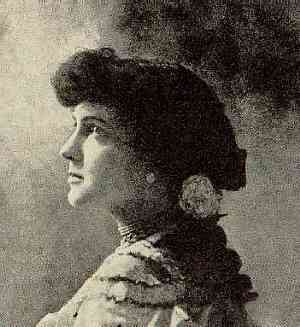
Delmira Agustini

- Elimar di Oldenburg, duca di Oldenburg
- Edelmiro Arévalo, calciatore paraguaiano
- Edelmiro Julián Farrell, politico e militare argentino
- Javier Adelmar Zanetti, calciatore argentino

### Varianti femminili
- Delmira Agustini, poeta e femminista uruguaiana

## Il nome nelle arti
- Almira è un personaggio dell'opera omonima di George Frideric Handel.
- Elmyra Duff è un personaggio della serie animata I favolosi Tiny.
- Almira Gulch è un personaggio del film del 1939 Il mago di Oz di Victor Fleming, interpretato da Margaret Hamilton